# Волынская возвышенность
Волы́нская возвы́шенность (укр. Воли́нська височина́) находится на западе Украины. Вместе с Подольской возвышенностью часто объединяется в Волыно-Подольскую возвышенность. Средняя высота — 220—250 м, наибольшая высота — 341 м (Мизочский кряж).

## География
Волынская возвышенность расположена в границах Волынской и Ровненской областей Украины и простирается от реки Западный Буг до реки Корчик (приток реки Случь). Длина возвышенности — около 200 км, ширина 40-50 км.
На севере Волынская возвышенность обрывается к Полесской низменности уступом высотой около 30-50 м. На юге Волынская возвышенность отделена небольшим уступом от равнины Малого Полесья. На севере граничит с Брестским Полесьем.

## Рельеф
На территории Волынской возвышенности преобладает холмисто-балочный рельеф, развит карст. Возвышенность разделена на отдельные участки-плато речными долинами рек Западный Буг, Стыр, Горынь и их притоков. К таким плато относятся Мизочский кряж, Повчанское плато, Ровенское плато (между реками Иква и Горынь, высота 250 м), Гощанское плато. Участок Волынской возвышенности вместе с частью Подольской возвышенности ранее выделялся в Авратынскую возвышенность.